# Liste der Wappen im Landkreis Haßberge
Die Liste der Wappen im Landkreis Haßberge zeigt die Wappen der Gemeinden im bayerischen Landkreis Haßberge.

## Landkreis Haßberge

Landkreis Haßberge Über von Schwarz und Gold geteiltem, mit einem grünen Rautenkranz belegten Schildfuß gespalten von Rot und Gold; vorne drei gesenkte silberne Spitzen, hinten ein mit einer silbernen Schrägleiste überdeckter rot bewehrter schwarzer Löwe.
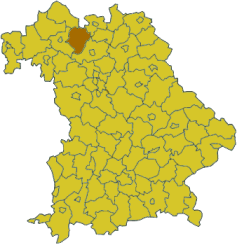
Lage des Landkreises Haßberge in Bayern
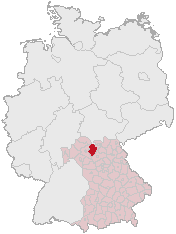
Lage des Landkreises Haßberge in Deutschland

## Ehemalige Landkreise

Landkreis Ebern (–1972) Unter einer gestürzten, gekürzten und eingeschweiften silbernen Spitze, darin drei blaue Schrägwellenbalken, gespalten von Rot und Gold; vorne drei silberne Spitzen, hinten ein mit einer silbernen Schrägleiste überdeckter, rot bewehrter schwarzer Löwe.
Landkreis Haßfurt (–1972) Über einem gesenkten blauen Wellenbalken gespalten von Rot und Gold; vorne drei silberne Spitzen, hinten ein mit einer silbernen Schrägleiste überdeckter, rot bewehrter schwarzer Löwe; im silbernen Schildfuß ein waagrechtes grünes Buchenblatt.
Landkreis Hofheim i.UFr. (–1972) Geteilt; oben in Rot drei gekürzte silberne Spitzen; unten geteilt von Schwarz und Gold, überdeckt mit einem schrägen, gebogenen grünen Rautenkranz.

## Wappen der Städte, Märkte und Gemeinden

Gemeinde Aidhausen Im Stufengiebelschnitt geteilt; unten in Silber ein schwebendes schwarzes Ankerkreuz, oben wieder im Stufengiebelschnitt geteilt von Rot, Silber und Grün
Gemeinde Breitbrunn In Blau unter einer goldenen heraldischen Rose mit silbernen Kelchblättern nebeneinander eine gesenkte silberne Wellenspitze, der ein schwarzer Mühlstein aufgelegt ist und eine gesenkte silberne Spitze, der eine schwarze Scheibe aufgelegt ist, die mit einem silbernen Wiederkreuz belegt ist
Gemeinde Bundorf In Gold sechs drei zu zwei zu eins gestellte, senkrechte grüne Eichenblätter, dazwischen ein erhöhter von Rot und Silber in zwei Reihen geschachter Balken und ein gesenkter roter Wellenbalken
Markt Burgpreppach Gespalten; vorne über blauem Zinnenschildfuß in Gold ein linksgewendeter, steigender roter Fuchs, hinten über goldenem Wellenschildfuß in Rot ein hinterhalbes silbernes Mühlrad
Gemeinde Ebelsbach In Silber ein blauer Querbach, aus dem nach oben drei grüne Laubbäume, nach unten drei grüne Nadelbäume wachsen
Stadt Ebern In Gold ein halber springender schwarzer Eber über einer einbogigen roten Brücke mit Geländer
Stadt Eltmann Geviert von Silber und Rot, belegt mit der Standfigur eines blau Geharnischten, der in der Rechten eine Hellebarde hält, die Linke am Griff des Degens; oben links ein T-förmiges silbernes Zeichen
Gemeinde Ermershausen In Rot zwei goldene Schrägbalken überdeckt von einer schräg links gestellten schwarzen Glocke
Gemeinde Gädheim In Rot ein silbernes Eichen-, Linden- und Kastanienblatt im Dreipass
Stadt Haßfurt Dem von Silber und Rot gevierten Schild aufgelegt ein springender goldener Hase
Stadt Hofheim i.UFr. Über rotem Schildfuß, darin drei silberne Spitzen, in Silber halbleibs der golden nimbierte heilige Johannes der Täufer im fellbesetzten blauen Gewand, der auf dem rechten Arm das auf einem roten Buch ruhende, golden nimbierte silberne Gotteslamm trägt und mit dem linken Zeigefinger darauf hinweist
Gemeinde Kirchlauter Geteilt von Silber und Blau; oben eine rote Lilie, unten eine goldene heraldische Rose
Gemeinde Knetzgau Unter rotem Schildhaupt, darin ein silberner Schelch (= hölzerner Lastkahn), in Silber über einem grünen Dreiberg nebeneinander ein grünes Buchenblatt und eine grüne Weintraube
Stadt Königsberg i.Bayern In Gold ein zweigeschwänzter, rot bewehrter schwarzer Löwe
Markt Maroldsweisach Unter rotem Wellenschildhaupt, darin drei goldene Hämmer, in Silber über grünem Dreiberg eine schräg links liegende schwarze Fassleiter
Gemeinde Oberaurach Über schwarzem Wellenschildfuß, darin ein silberner Fisch, in Silber zwischen zwei schräg gestellten roten Buchenblättern eine gestürzte, gekürzte eingeschweifte schwarze Spitze, darin ein goldener Einhornrumpf
Gemeinde Pfarrweisach In Rot über einem gesenkten silbernen Wellenbalken die golden gekleidete silberne Figur des heiligen Kilian mit goldener Mitra, in der Rechten ein silbernes Schwert, in der Linken ein silbernes Modell der Pfarrkirche haltend
Gemeinde Rauhenebrach Gespalten von Silber und Schwarz, belegt mit einem gesenkten, von Rot und Silber gespaltenen Wellenbalken, vorne überdeckt von einem senkrechten schwarzen Krönel (= Steinhauerwerkzeug), hinten von einer senkrechten goldenen Holzschaufel
Markt Rentweinsdorf In Rot oben eine silberne Waage, unten ein silberner Schild, darin ein roter Schrägwellenbalken, beseitet oben von einem fünfstrahligen roten Stern
Gemeinde Riedbach Unter rotem Wellenschildhaupt, darin zwei schräg gekreuzte silberne Reuthauen, in Silber ein blaues Buchenblatt mit einem silbernen Schrägbalken, der mit drei blauen Ringen belegt ist
Gemeinde Sand a.Main Schräg links geteilt von Rot und Gold; oben ein schräg links gestellter silberner Fisch, unten ein schwarzer Henkelkorb
Gemeinde Stettfeld In Silber ein aufrechter silberner Bär, der an einem silbernen Baumstumpf emporklimmt
Gemeinde Theres Gespalten von Rot und Gold; vorne in silbernem Dreifuß ein mit Henkeln versehener goldener Ölkessel, hinten ein aufsteigender blaubewehrter roter Fuchs
Gemeinde Untermerzbach Über einem silbernen Wellenbalken in Grün zwei jeweils aus dem Schildrand hervorbrechende, ineinander verschlungene goldene Schlangen, über denen ein silbernes Kreuz schwebt
Gemeinde Wonfurt In Silber über von Rot und Silber im Wellenschnitt geteiltem Wolkenschildfuß, nebeneinander in schlingenförmig gebogener, außen mit je vier Blättern besetzter Lindenzweig und ein roter Zwetschgenzweig mit zwei Zwetschgen und vier Blättern
Stadt Zeil a.Main In Gold ein mit einer silbernen Schrägleiste überdeckter, rot bewehrter schwarzer Löwe, rechts oben beseitet von einer aufrechten roten Fischangel.

## Ehemalige Gemeinden mit eigenem Wappen

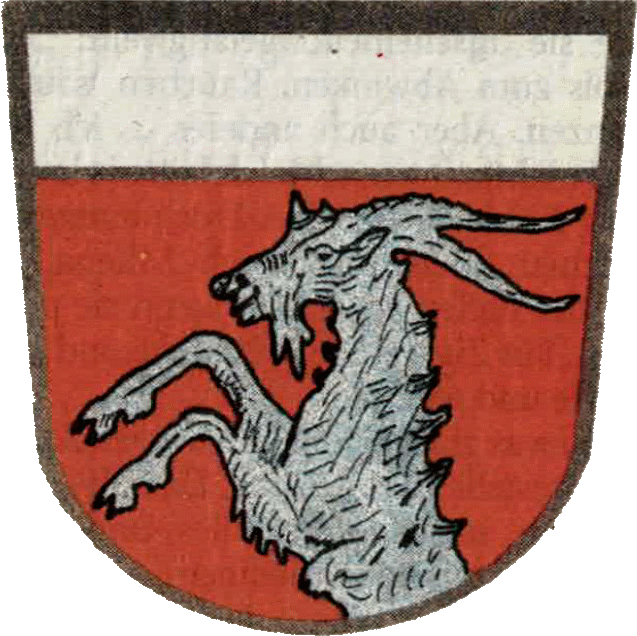
Gemeinde Augsfeld Unter silbernem Schildhaupt in Rot ein aus dem unteren Schildrand wachsender silberner Ziegenbock.
Gemeinde Dürrenried
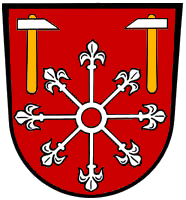
Gemeinde Hafenpreppach
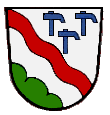
Gemeinde Kraisdorf
Gemeinde Nassach
Gemeinde Obertheres
Gemeinde Ottendorf[2]
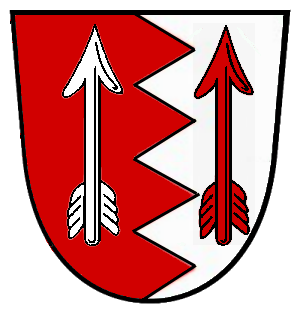
Gemeinde Prölsdorf
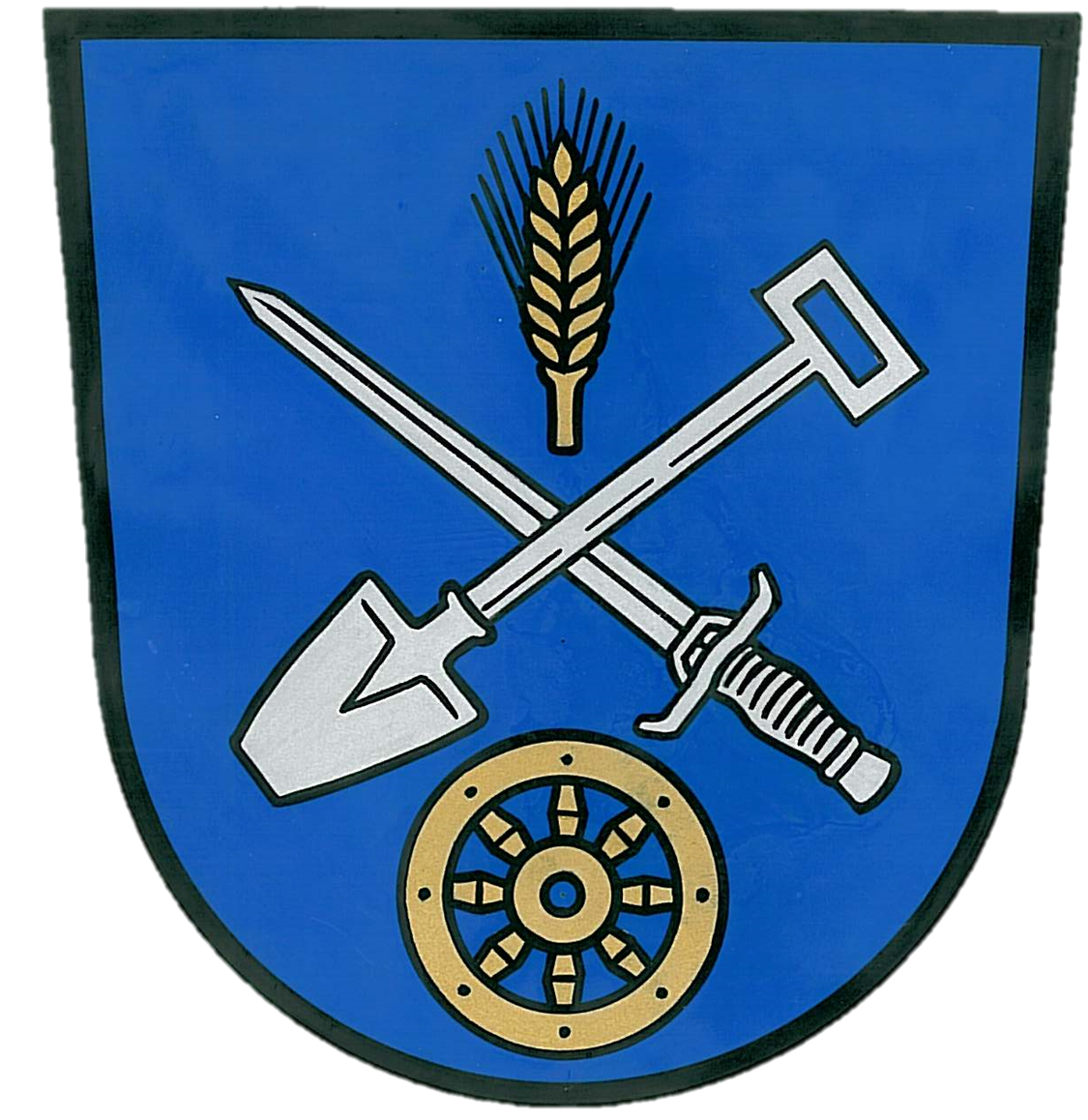
Gemeinde Wasmuthhausen In Blau gekreuzt ein silberner Spaten und ein silbernes Schwert, dazwischen schwebend oben eine goldene Ähre, unten ein achtspeichiges goldenes Wagenrad.